# Butanal
Butanal of butyraldehyde is een aldehyde met als brutoformule C4H8O. Het is een kleurloze vloeistof met een scherpe, zure geur, die goed oplosbaar is in water. De stof is van nature aanwezig in planten en plantaardige producten, zoals sperziebonen, sojaolie en raapzaadolie.

## Synthese
Butanal wordt op verschillende manieren bereid:
- Door een hydroformylering van propeen. Als nevenproduct ontstaat 2-methylpropanal.

- Door een dehydrogenering van 1-butanol.
- Door een katalytische hydrogenering van crotonaldehyde.

## Toepassingen
Butanal wordt gebruikt bij de chemische synthese van chemicaliën zoals 3-methoxybutylacetaat, crotonzuur, 3-methoxybutanol, ascorbinezuur en vitamine E. In de rubber- en kunststofindustrie zijn er veel toepassingen van butanal als tussenstof.

## Toxicologie en veiligheid
De stof kan waarschijnlijk ontplofbare peroxiden vormen. Butanal kan polymeriseren ten gevolge van verhitting en onder invloed van zuren of basen. Ze reageert met amines, oxiderende stoffen, sterke basen en zuren.
De damp van de stof is sterk irriterend voor de ogen, de huid en de luchtwegen.